# 乙瓌
乙 瓌（いつ かい、生没年不詳）は、北魏の軍人。本貫は代郡。乙弗部の出身。

## 経歴
乙匹知の子として生まれた。弓射や馬を得意とし、素手で猛獣と格闘するほどの膂力の持ち主であった。たびたび征戦に従軍して、太武帝の信任をえて、帝の娘の上谷公主を妻に迎えた。鎮南将軍・駙馬都尉の位を受け、西平公に封じられた。太武帝の南征に従い、使持節・都督前鋒諸軍事をつとめた。必ず軍の先頭に立って戦い、その武勇は三軍に冠するものと評された。後に侍中・征東将軍・儀同三司・定州刺史に任じられ、爵位は西平王に進んだ。また西道都将となった。和平年間に死去した。享年は29。太尉公の位を追贈された。諡は恭といった。
子の乙乾帰が爵位を嗣ぎ、拓跋晃の娘の安楽公主を妻に迎えて、征西将軍・秦州刺史となった。

## 伝記資料
- 『魏書』巻44 列伝第32
- 『北史』巻25 列伝第13